# Асамоа, Квадво
Ква́дво Асамо́а (англ. Kwadwo Asamoah; 9 декабря 1988, Аккра) — ганский футболист, игравший на позиции левого защитника.

## Карьера
Асамоа — воспитанник клуба «Каазерман». В Гане играл за «Либерти Профешионалс». В 2008 году был куплен швейцарской «Беллинцоной», которая сначала отдала его в аренду «Торино», а затем в «Удинезе». Первый гол за клуб из Удине забил 19 апреля 2009 года в ворота «Фиорентины».
12 сентября 2010 года Асамоа продлил контракт с «Удинезе» до 2015 года.
2 июля 2012 года было объявлено о переходе Асамоа в «Ювентус». Шесть раз становился чемпионом Италии с «Ювентусом», а также четырежды выиграл Кубок и трижды Суперкубок страны.

## Сборная
Асамоа получил вызов на Кубок африканских наций 2008 вместо травмированного Стивена Аппиа, но на турнире не сыграл. 7 июня 2009 года открыл счёт голам за сборную, забив мяч в ворота сборной Мали. В 2010 году поехал на чемпионат мира в составе сборной Ганы.

## Достижения

### Командные
«Ювентус»
- Чемпион Италии (6): 2012/13, 2013/14, 2014/15, 2015/16, 2016/17, 2017/18
- Обладатель Кубка Италии (4): 2014/15, 2015/16, 2016/17, 2017/18
- Обладатель Суперкубка Италии (3): 2012, 2013, 2015
- Финалист Лиги чемпионов (2): 2014/15, 2016/17

### Личные
- Игрок года в Гане: 2012
- Команда года (Серия A): 2013/14
- Символическая сборная Африки по версии КАФ: 2015